# 弗朗西斯科·加夫列尔·德安达
弗朗西斯科·加夫列尔·德安达（西班牙語：Francisco Gabriel de Anda，1971年6月5日—），墨西哥男子足球运动员，司职后卫。他曾代表墨西哥参加2002年国际足联世界杯，结果队伍止步十六强赛。